# 御嶽駅
御嶽駅（みたけえき）は、東京都青梅市御岳本町にある、東日本旅客鉄道（JR東日本）青梅線の駅である。駅番号はJC 69。八王子支社管轄の駅。
武蔵御嶽神社や御岳山、高水三山などへのハイキングの入口である。

## 歴史
- 1929年（昭和4年）9月1日：青梅電気鉄道 二俣尾駅 - 当駅間開通と同時に終着駅として開業[2][3]。旅客・荷物および貨物の取扱を開始（一般駅）[3]。
- 1944年（昭和19年）
  - 4月1日：青梅電気鉄道の戦時買収私鉄指定による国有化により、運輸通信省青梅線の駅となる[2][3]。
  - 7月1日：当駅 - 氷川駅（現：奥多摩駅）間延伸開通により、途中駅となる[4]。
- 1958年（昭和33年）11月1日：貨物の取扱を廃止[3]。
- 1971年（昭和46年）2月1日：荷物扱い廃止[3]。
- 1987年（昭和62年）4月1日：国鉄分割民営化に伴い、東日本旅客鉄道（JR東日本）の駅となる[2][3]。
- 1999年（平成11年）：関東の駅百選に選定される[5]。選定理由は「ホームが山の斜面に位置し、駅舎が古風な神社造りの駅」[5]。
- 2002年（平成14年）2月8日：ICカード「Suica」の利用が可能となる[6][7]。
- 2010年（平成22年）3月：駅舎リニューアル。きっぷうりばおよび待合室が整備され、駅出入口にドア設置。駅舎の西側にあった臨時口、ホームのトイレは撤去される。
- 2016年（平成28年）4月1日：終日無人化[8]。
- 2019年（平成31年）2月15日：駅舎がリニューアルされる[9]。
- 2020年（令和2年）4月1日：名誉駅長を配置[10]。

## 駅構造
島式ホーム1面2線を有する地上駅。6両編成分の有効長を確保している。
青梅駅管理の業務委託駅（JR東日本ステーションサービス委託）であったが、2016年4月1日より無人化された。自動券売機・簡易Suica改札機が入場用1台、出場用が2台設置されている。登山客が多いため、登山計画書提出箱が設けられている。
ホームは駅舎よりも一段高いところにあり、駅舎への通路は1番線の下をくぐる形となる。エレベーターなどのバリアフリー設備は設置されていない。列車は、各駅停車のほか、「ホリデー快速おくたま」号や行楽向けの臨時電車が停車する。
2019年2月15日のリニューアルオープンにより、待合室の整備がなされて情報発信スペースが追加された。また、コンコース強化とレンタルサイクルを設置した。同年3月24日にリニューアルイベントを実施。

### のりば
| 番線 | 路線           | 方向 | 行先                       | 備考            |
| ---- | -------------- | ---- | -------------------------- | --------------- |
| 1    | 青梅線         | 下り | 鳩ノ巣・奥多摩方面         |                 |
| 2    | 青梅線・中央線 | 上り | 拝島・立川・新宿・東京方面 | 一部列車は1番線 |

（出典：JR東日本:駅構内図）
当駅始発青梅・立川方面行きの上り普通電車（平日朝の一部電車を除く）は1番線から発車する。それぞれホームに乗車口が表示されている。以前設定されていた当駅始発の「ホリデー快速みたけ」号も1番線から発車していた。
JR青梅線の前身、青梅電気鉄道の終着駅であり、ホームは広く、奥多摩方には両側に階段のある臨時降車口もあった。毎年12月31日深夜から翌1月1日未明にかけ、立川 - 御嶽間で終夜運転（初詣列車）が実施される。
2番線外に待避線が1本あり、回送電車の待避などに利用されていたが、2019年に使用停止となり、その後、廃止、撤去された。

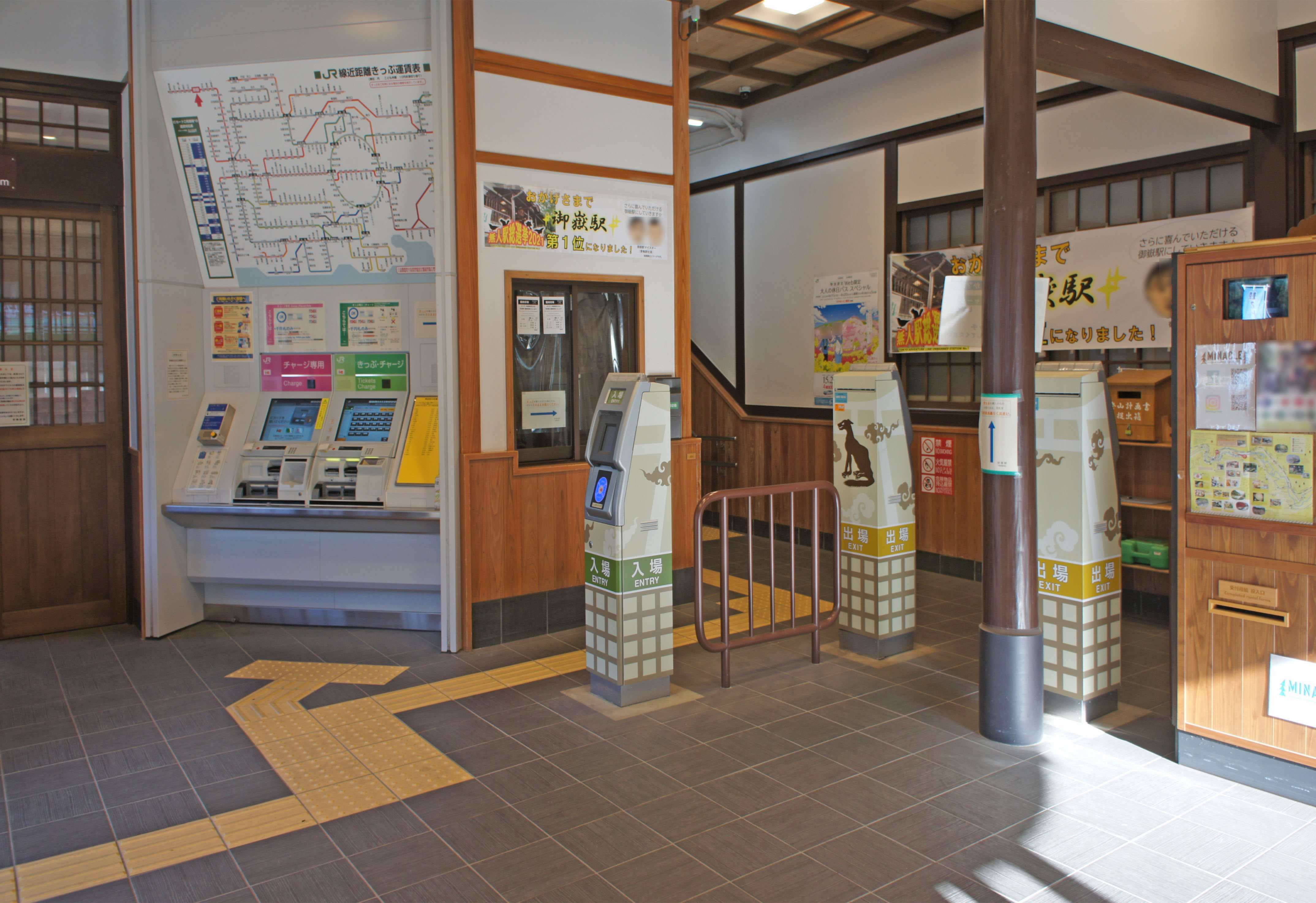
改札口（2022年4月）
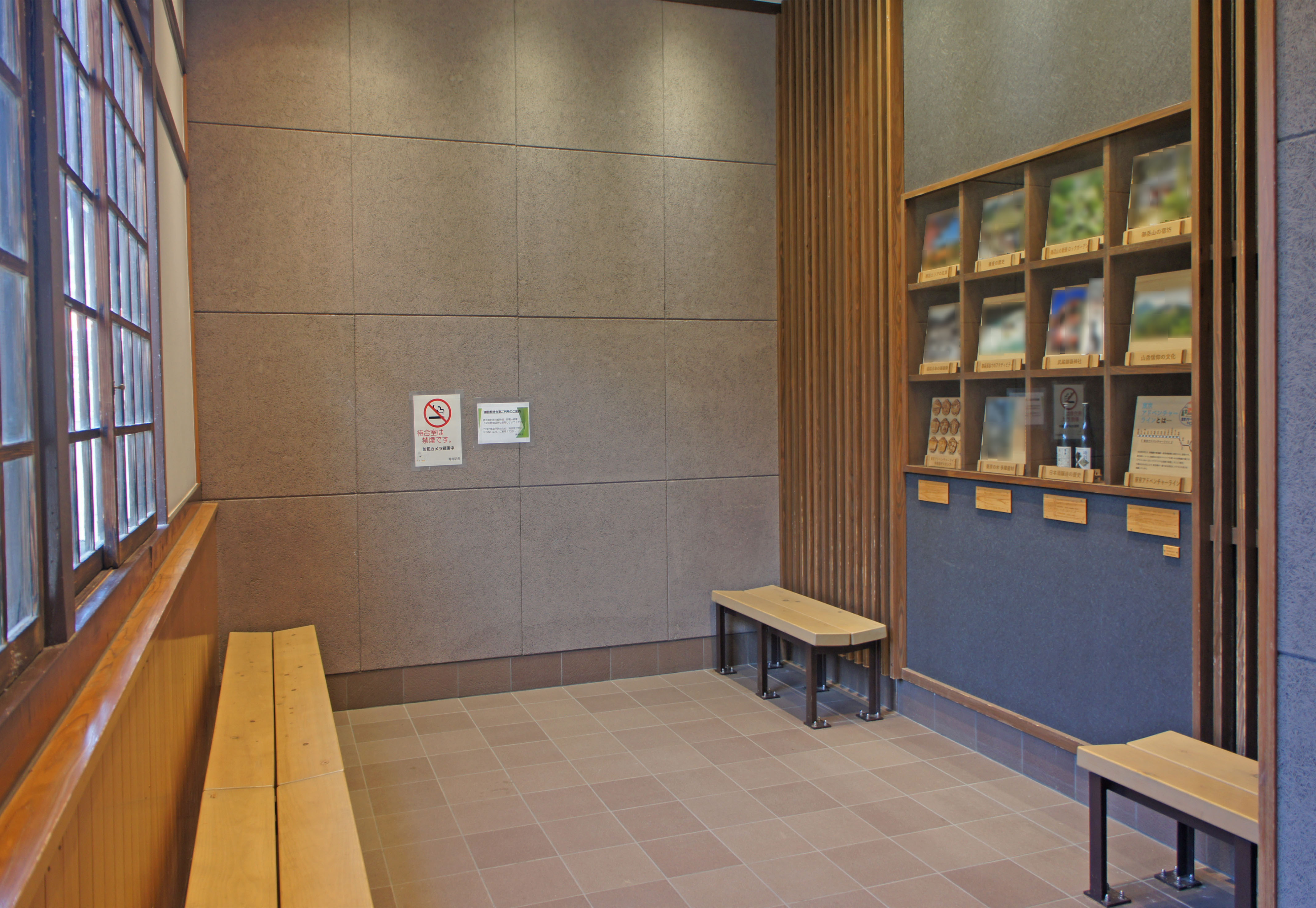
待合室（2022年4月）
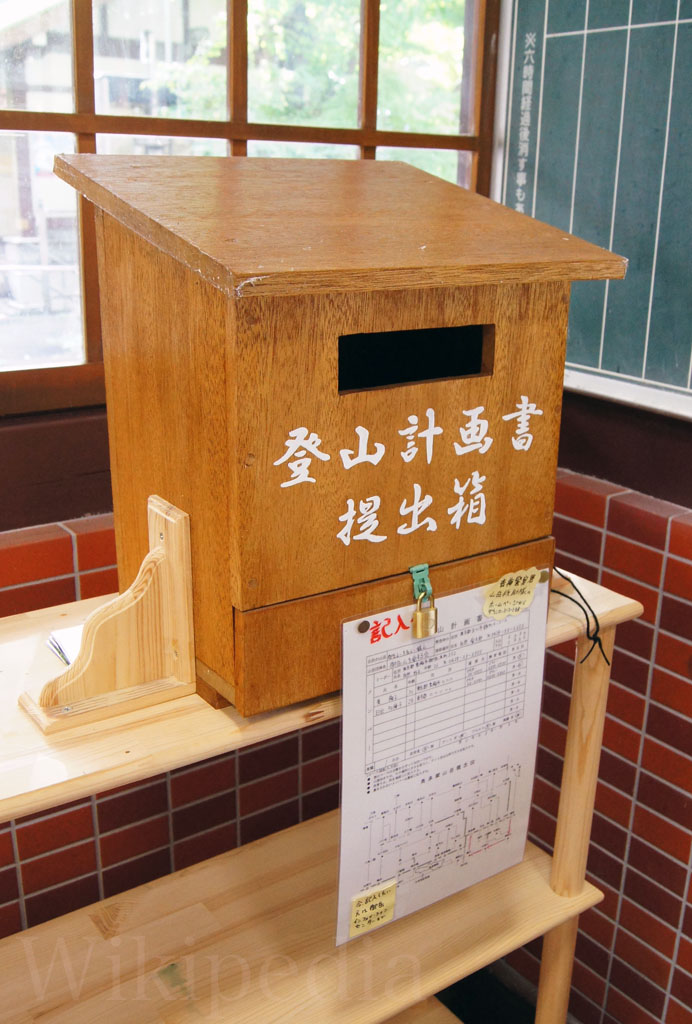
登山計画書提出箱（2012年9月）
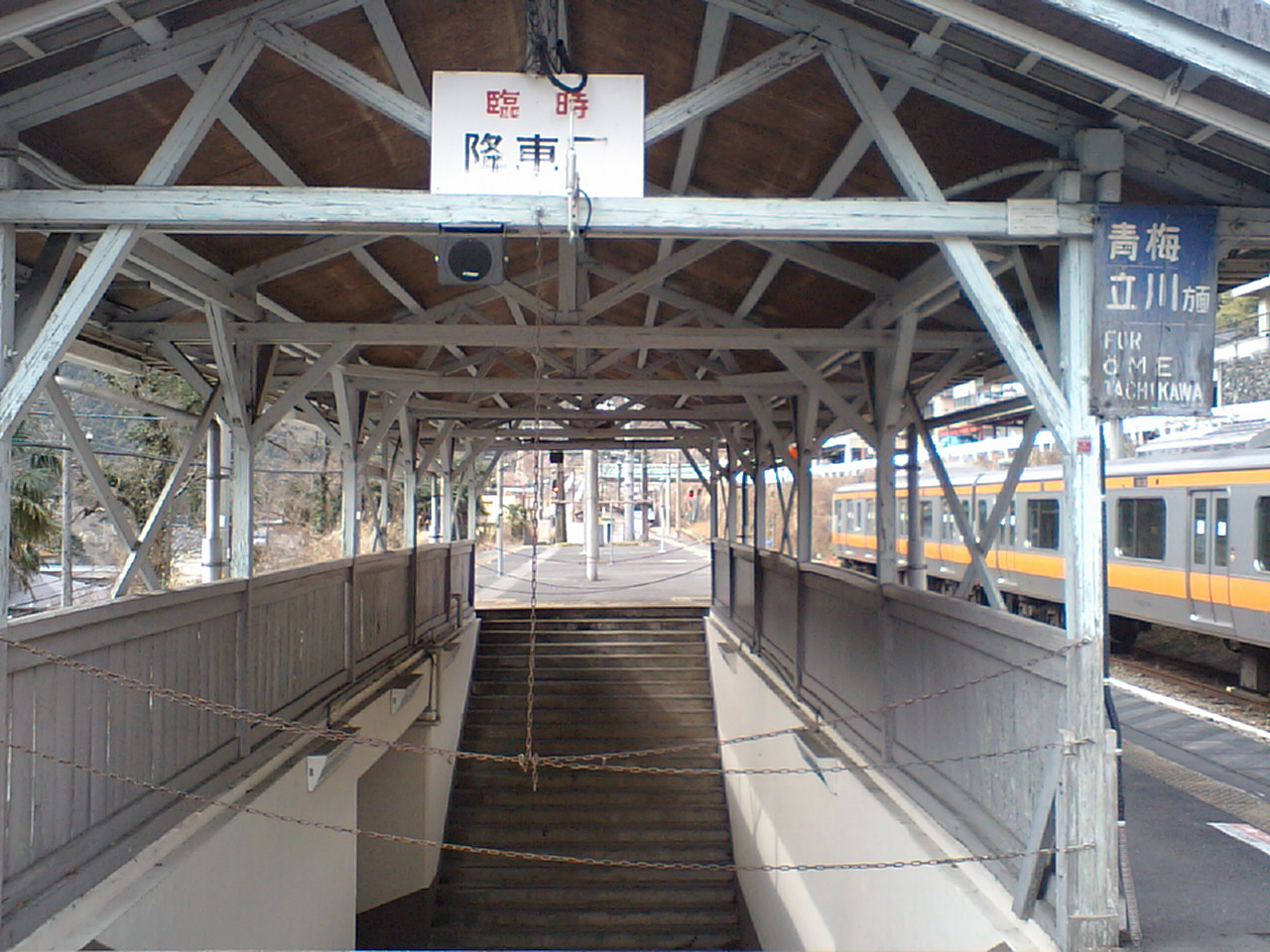
臨時降車口（2009年2月）
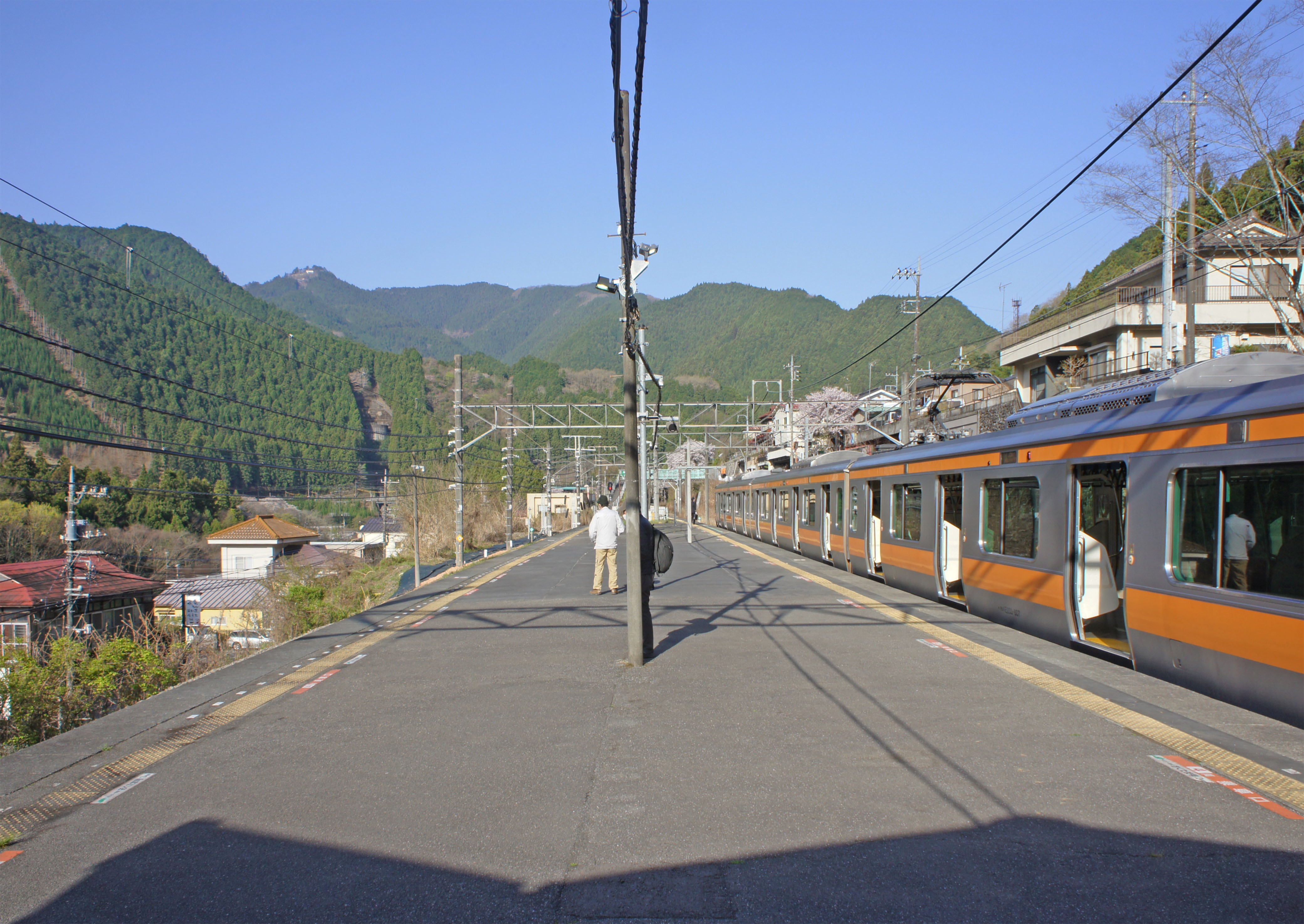
ホーム（2022年4月）

## 利用状況
2014年（平成26年）度の1日平均乗車人員は683人である。
近年の推移は下記の通り。
| 年度               | 1日平均 乗車人員 | 出典     |
| ------------------ | ---------------- | -------- |
| 1990年（平成02年） | 986              | [ * 1 ]  |
| 1991年（平成03年） | 956              | [ * 2 ]  |
| 1992年（平成04年） | 956              | [ * 3 ]  |
| 1993年（平成05年） | 904              | [ * 4 ]  |
| 1994年（平成06年） | 888              | [ * 5 ]  |
| 1995年（平成07年） | 858              | [ * 6 ]  |
| 1996年（平成08年） | 819              | [ * 7 ]  |
| 1997年（平成09年） | 771              | [ * 8 ]  |
| 1998年（平成10年） | 712              | [ * 9 ]  |
| 1999年（平成11年） | 678              | [ * 10 ] |
| 2000年（平成12年） | 633              | [ * 11 ] |
| 2001年（平成13年） | 611              | [ * 12 ] |
| 2002年（平成14年） | 617              | [ * 13 ] |
| 2003年（平成15年） | 603              | [ * 14 ] |
| 2004年（平成16年） | 593              | [ * 15 ] |
| 2005年（平成17年） | 591              | [ * 16 ] |
| 2006年（平成18年） | 589              | [ * 17 ] |
| 2007年（平成19年） | 606              | [ * 18 ] |
| 2008年（平成20年） | 607              | [ * 19 ] |
| 2009年（平成21年） | 622              | [ * 20 ] |
| 2010年（平成22年） | 615              | [ * 21 ] |
| 2011年（平成23年） | 658              | [ * 22 ] |
| 2012年（平成24年） | 669              | [ * 23 ] |
| 2013年（平成25年） | 706              | [ * 24 ] |
| 2014年（平成26年） | 683              | [ * 25 ] |

## 駅周辺
御嶽駅近辺には玉堂美術館、せせらぎの里美術館、御岳美術館など美術館が多い。
この地域は御岳渓谷として、多摩川と青梅街道にはさまれる形で遊歩道が整備されていて、喫茶店やギャラリーがあり、ハイキングをしたり、カヌーに興じる人たちもいる。
- 青梅街道（国道411号）
- 多摩川
- 青梅警察署御岳駐在所
- 御岳郵便局
- 御岳渓谷
- 御岳山 - 当駅より西東京バスで10分の滝本駅から御岳登山鉄道（ケーブルカー）利用
- 玉堂美術館
- 御岳美術館
- 御岳観光物産館「みたけ歩楽里道」（旧御岳観光案内所）

## バス路線
都営バスの「御嶽駅前」停留所と、西東京バスの「御岳駅」停留所が設けられている。
- 都営バス
  - 梅01：青梅駅前行（土休日のみ）
- 西東京バス
  - 御10：ケーブル下行
  - 御11：ケーブル下行 / 青梅駅行

## その他
- 御岳駅 - ケーブル下間の西東京バスと御岳登山鉄道（ケーブルカー）の往復乗車券をセットにした「駅からパック」は、2010年3月31日をもって発売終了となった。
- 1985年5月、つげ義春が家族と共に訪れ、駅前の渓谷美に感動、多くの渓谷を見てきたがここ以上のものはないと絶賛している。つげはこの場所で石拾いを試みたが、のちに映画化までされた作品『無能の人』シリーズのモチーフとなった[注釈 1]。

## 隣の駅
東日本旅客鉄道（JR東日本）
 青梅線（東京アドベンチャーライン）
■特別快速「ホリデー快速おくたま」（臨時列車のみ）
青梅駅 (JC 62) - 御嶽駅 (JC 69) - 奥多摩駅 (JC 74)
■各駅停車
沢井駅 (JC 68) - 御嶽駅 (JC 69) - 川井駅 (JC 70)

### 記事本文